# Dorcadion pittinorum
Dorcadion pittinorum là một loài bọ cánh cứng trong họ Cerambycidae.